# 梅賽德斯縣

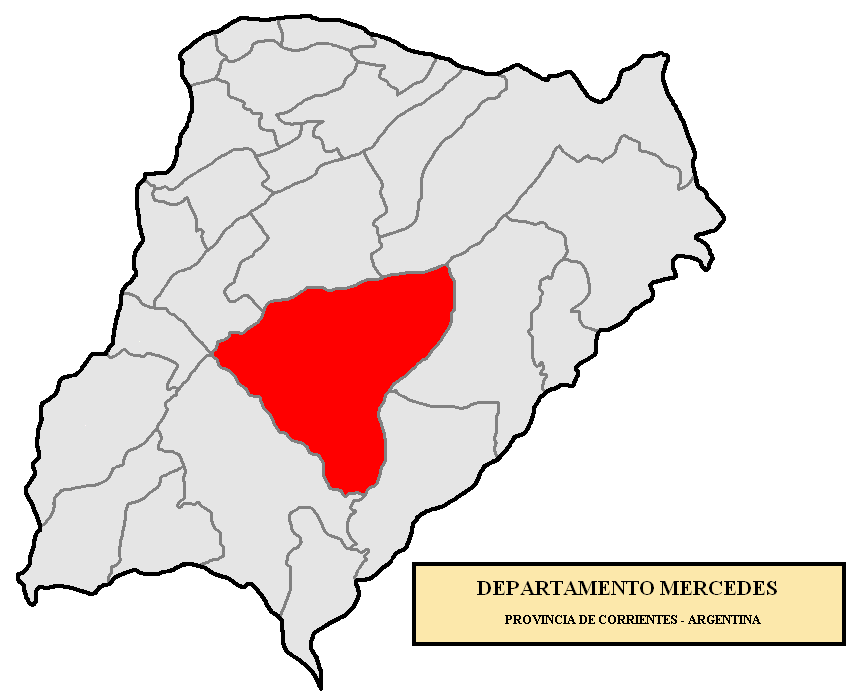

29°12′S 58°05′W / 29.200°S 58.083°W
梅賽德斯縣（西班牙語：Departamento Mercedes），是阿根廷的縣份，位於該國北部科連特斯省，首府設於梅爾塞德斯，面積9,588平方公里，2010年人口40,667，人口密度每平方公里4.24人。